# John Murray (explorador)
John Murray (c. 1775 - c. 1807) foi um marinheiro e explorador da Austrália. Ele foi o primeiro europeu a desembarcar em Port Phillip, a baía em que as cidades de Melbourne e Geelong estão localizadas.

## Vida
Acredita-se que ele nasceu em Edimburgo e começou sua carreira naval como um marinheiro de primeira classe em 1789. Ele serviu como um aspirante no Polyphemus de outubro 1794 a maio de 1797, como companheiro na Apollo de maio a dezembro de 1797, como segundo mestre e piloto do Blazer de janeiro a julho de 1798, e como integrante da Porpoise de outubro de 1798 a julho de 1800. Mais tarde naquele ano, ele passou no exame de tenente.
Em novembro de 1800, Murray chegou a New South Wales na Porpoise. Ele acompanhou James Grant como companheiro no navio Lady Nelson enquanto examinava a Jervis Bay, Westernport Bay e o rio Hunter em 1801. Após seu retorno a Sydney, Grant renunciou ao seu comando e em setembro o governador Philip Gidley King nomeou Murray como tenente interino e comandante do Lady Nelson.